# Maximiliano Sforza
Maximiliano Sforza, em italiano Massimiliano Sforza (Milão, 25 de janeiro de 1493 — Paris, 4 de junho de 1530) foi um membro da família italiana Sforza e Duque de Milão entre 1512 a 1515, filho de Ludovico Sforza.

## Biografia
Quando Maximilian tinha três anos, seu pai tentou arranjar um casamento entre ele e Maria Tudor, a filha mais nova do rei Henrique VII de Inglaterra. No entanto, Henrique VII rejeitou a proposta citando a pouca idade de Maria como problema.
Ele foi instalado como governante de Milão em 1512 após a captura de Milão pela Liga Santa, apoiado por uma milícia suíça liderada por Jakob Meyer zum Hasen. Ele governou de 1512 a 1515, entre as ocupações de Luís XII de França (1500–1512), e Francisco I de França em 1515. Francisco I reivindicou o título de Duque de Milão, pois descendia de Luís I de Orleães e Valentina Visconti que eram seus bisavós. Suas reivindicações eram duplas porque se casou com Cláudia, filha de Luís XII, que também era bisneta de Luís de Orleães e Valentina.
Após a vitória francesa na Batalha de Marignano, a chegada dos venezianos, sob o comando de Bartolomeo d'Alviano, transformou essas batalhas indecisas em uma terrível derrota para Matthew Schiner e suas tropas suíças que perderam 14 000 homens. Os sobreviventes retornaram para casa na Suíça, levando consigo o irmão mais novo do Duque, Francesco II Sforza, que foi residir em Innsbruck sob a guarda do Imperador Maximiliano I.
Os franceses entraram em Milão em 17 de setembro de 1515 e Maximilian se rendeu 17 dias depois, em 4 de outubro. Francisco I entrou em seu novo ducado em 11 de outubro, acompanhado por Carlos III de Saboia e Guilherme IX de Montferrato que lhe haviam jurado lealdade. A capitulação foi completa e Maximilian foi aprisionado pelas tropas francesas que retornavam e exilado para a França com uma anuidade de 35.000 escudos.